# Seychellois korthår
Seychellois korthår är en kattras som har samma utseende och egenskaper som en siames, fast med tillägget att den är vitfläckig över hela kroppen. Seyschelloisen har även ett temperament som påminner mycket om siamesens. Det finns även en långhårig variant, som är en så kallad syskonras.

## Utseende
Seychellois korthår är en mycket elegant katt. Den har en lång, slank och muskulös kropp. Katten ska ha höga ben och en lång svans med en smal top. Huvudet ska vara medelstort och trekantigt. Ögonen ska enligt rasstandaren vara mandelformade och djupt blå. Öronen ska vara stora, gärna lågt satta eller placerade på huvudet.
Pälsen saknar underull helt, den är kort och silkig.

## Historia
Det påstås att rasen uppkom i USA på 1970-talet, efter en kull mellan en maskad siames och en vitfläckig amerikanskt korthår.
Andra säger att rasen avlades fram på 1980-talet i Storbritannien av Patricia Turner, från Scintilia katteri. Hon ville återskapa det speciella kattutseendet som hon hade läst om. Det gjordes genom att korsa bicolorfärgade Perserkatter med Siames och Orientaliskt korthår.

## Temperament
Seychelloiskatten är känd som en mycket intelligent, nyfiken, lekfull och kärleksfull kattras. Den påminner lite om en hund i sitt temperament.